# Ursine
Ursine – jednostka osadnicza w Stanach Zjednoczonych, w stanie Nevada, w hrabstwie Lincoln.